# جینزویل (ایلینوی)
جینزویل (به انگلیسی: Janesville) یک منطقهٔ مسکونی در ایالات متحده آمریکا است که در ایلینوی واقع شده‌است. جینزویل ۲۱۰٫۰۱ متر بالاتر از سطح دریا واقع شده‌است.